# Lim O-kyeong
Lim O-Kyeong född den 11 december 1971 i Jeongeup, Sydkorea, är en sydkoreansk handbollsspelare.
Hon tog OS-guld i damernas turnering i samband med de olympiska handbollstävlingarna 1992 i Barcelona, OS-silver i damernas turnering i samband med de olympiska handbollstävlingarna 1996 i Atlanta och OS-silver igen i damernas turnering i samband med de olympiska handbollstävlingarna 2004 i Aten.